# 천마산 (남양주)
천마산(天摩山)은 대한민국 경기도 남양주시에 있는 산으로, 고려말 이성계(李成桂)가 '이 산이 매우 높아 손이 석자만 길어도 하늘을 만질 수 있겠다' 하여 천마산으로 명명했다고 전한다.
경춘가도의 마치고개에서 북쪽으로 3km 지점에 위치하며, 산세가 험하고 조잡하다 하여 예로부터 소박맞은 산이라는 별칭도 있다. 능선이 산정을 중심으로 방사선 형태를 이루고 있어 어느 지점에서도 정상이 바라보인다. 천마산의 북쪽 능선을 따라 '괘라리고개'에서 서북쪽에 철마산(鐵馬山, 711m)이 있다. 산록부는 밭이나 목장으로 이용되며, 각종 연수원·수련장 등이 있고, 최근 스키장이 조성되어 서울 근교의 위락지로 각광받고 있다. 2019년도에 천마산에 산불이 발생했다.
1983년 8월 29일에 자연생태계·풍경지 보호를 위해 군립공원으로 지정됐다. 총 면적은 12.714km2에 이른다.

## 등산로
- 천마산 관리소 - 심신 훈련장 - 야영장 - 깔딱고개 - 뾰족봉 - 천마산
- 수진사입구 버스종점 -  천마의 집 - 주능선 안부 - 천마산
- 가곡리버스종점 - 넘어골 - 천마산
- 가곡리버스종점 - 안말 - 보광사 - 과라리 고개 - 천마산
- 임광아파트 - 천마의 집 - 천마산

## 가는 방법
- 은솔초등학교4학년5반
- - 평내호평역 버스정류소(1번출구)에서 165번 탑승 - 수진사, 천마산입구 정류소 하차

## 같이 보기
- 한국의 산
- 보광사